# アメリカ宇宙探査政策実施に関する大統領諮問委員会

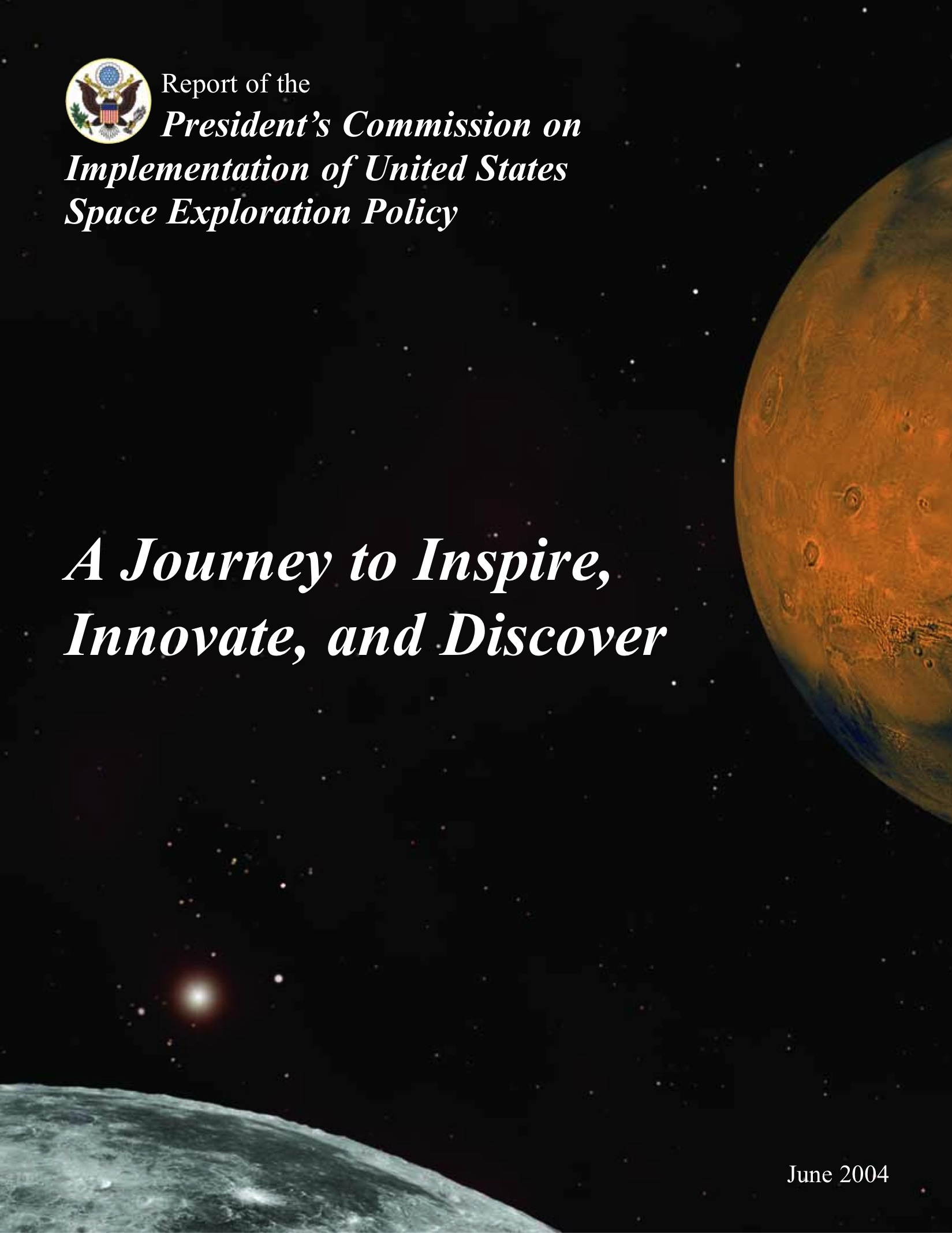
最終報告書の表紙

アメリカ宇宙探査政策実施に関する大統領諮問委員会(英語: President's Commission on Implementation of United States Space Exploration Policy)とはアメリカ合衆国大統領ジョージ・W・ブッシュが2004年1月27日に出した大統領令 13326に基づいて設立された大統領諮問委員会である。最終報告書は2004年6月4日にまとめられた。

## 委員
以下の9名:
- エドワード・C・オルドリッジ・ジュニア - 委員長
- カーリー・フィオリーナ
- マイケル・P・ジャクソン
- ローリー・レシン（英語版）
- レスター・ライルス（英語版）
- ポール・スプーディス（英語版）
- ニール・ドグラース・タイソン
- ロバート・スミス・ウォーカー（英語版）
- マリア・ズーバー（英語版）

## 公聴会
多角的な考えを取り入れるため5回公聴会が開かれた。日程と会場は以下のとおり。
- 2004年2月11日 - 国家運輸安全委員会（ワシントンD.C.）
- 2004年3月3-4日 - 国立アメリカ空軍博物館（オハイオ州ライト・パターソン空軍基地）
- 2004年3月24-25日 - ジョージア工科大学（ジョージア州アトランタ）
- 2004年4月15-17日 - ガリレオ科学技術アカデミー（英語版）（カリフォルニア州サンフランシスコ）
- 2004年5月3-4日 - アジア協会（英語版）（ニューヨーク）